# Hotel Ryugyong
Hotel Ryugyong (também Hotel Ryu-Gyong ou Hotel Yu-Kyung; em coreano: 류경호텔) é um arranha-céu inacabado de 105 andares em forma de pirâmide localizado em Pyongyang, capital da Coreia do Norte. Seu nome ("capital dos salgueiros") é também um dos nomes históricos de Pyongyang. O edifício é conhecido também como o Construção 105, uma referência ao número de andares. O edifício foi planejado como uma edificação de uso misto, que incluiria um hotel. Atualmente o prédio é listado pelo Guinness World Records como o edifício desocupado mais alto do mundo.
A construção começou em 1987, mas foi interrompida em 1992, quando a Coreia do Norte entrou em um período de grave crise econômica após a dissolução da União Soviética. Depois de 1992, a estrutura estava completa, mas sem janelas ou acessórios interiores. Em 2008, a construção foi retomada e o exterior foi concluído em 2011. Foi planejado a inauguração de um hotel em 2012, o centenário do nascimento de Kim Il-sung, mas isso não aconteceu. Uma abertura parcial foi anunciada para 2013, mas esta também foi cancelada. Em 2020, o edifício permanece fechado.
O hotel foi adicionado a mapas de Pyongyang antes mesmo da construção iniciada e cartões postais já mostravam o edifício antes de ser sequer vagamente terminado. Hoje, porém, é comum peças publicitárias que enaltecem as belezas da região apagarem o hotel das fotografias. O edifício se tornou um tabu entre os habitantes de Pyongyang, que resistem em falar dele ou mesmo em explicar do que se trata, apesar do edifício se destacar grandemente no horizonte da cidade.

## História

### Início da construção
No contexto da Guerra Fria, o plano para um grande hotel era uma resposta à conclusão do hotel o mais alto do mundo, o Swissôtel The Stamford, em Singapura, inaugurado em 1986 pela companhia sul-coreana SsangYong Group. A liderança norte-coreana via o projeto como um canal para os investidores ocidentais entrarem no mercado. Uma empresa, a Hotel Ryugyong Investimento e Gestão, foi criada para atrair o estimado em 230 milhões de dólares em investimento estrangeiro. Um representante do governo norte-coreano prometeu uma supervisão relaxada, permitindo que "os investidores estrangeiros operassem casinos, boates ou lounges japoneses". A empresa de construção norte-coreana Arquitetos e Engenheiros da Montanha Baekdu começou a construção em um hotel em forma de pirâmide em 1987.

### Paralisação

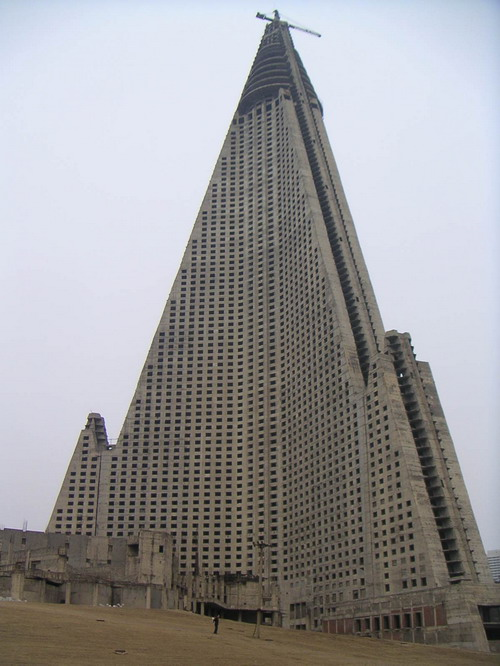
Hotel Ryugyong em março de 2004

Inicialmente o hotel seria inaugurado em junho de 1989 para o 13º Festival Mundial da Juventude e dos Estudantes, mas os problemas com os métodos de construção e materiais atrasaram a conclusão. Se fosse aberto no tempo estimado, o edifício teria superado o Swissôtel The Stamford para se tornar o hotel mais alto do mundo e teria sido o sétimo edifício mais alto do mundo.
Em 1992, depois que o edifício alcançou sua altura arquitetônica completa, o trabalho foi interrompido devido à grave crise econômica na Coreia do Norte após o colapso do bloco soviético. Os jornais japoneses estimaram que o custo da construção era de 750 milhões de dólares, consumindo 2% do PIB norte-coreano. Por mais de uma década, o edifício inacabado ficou vazio e sem janelas ou acabamento, aparecendo como um esqueleto de concreto. Um guindaste de construção enferrujado permaneceu no topo, o que a BBC chamou de "um lembrete da ambição frustrada de um Estado totalitário". De acordo com Marcus Noland, no final dos anos 1990, a Câmara de Comércio da União Europeia na Coreia inspecionou o edifício e concluiu que a estrutura era irreparável. Foram levantadas questões quanto à qualidade do betão do edifício e ao alinhamento dos seus poços de elevador, que algumas fontes consideravam "tortuosos".
Em um artigo de 2006, a ABC News questionou se a Coreia do Norte tinha matérias-primas ou energia suficientes para um projeto tão massivo. Um funcionário do governo norte-coreano disse ao Los Angeles Times em 2008 que a construção não foi concluída "porque [Coreia do Norte] ficou sem dinheiro".
A paralisação na construção, os rumores de problemas e o mistério sobre o seu futuro levaram as fontes de mídia estrangeiras a considerá-lo "o pior edifício do mundo", "Hotel Condenado" e "Hotel Fantasma".

### Retomada

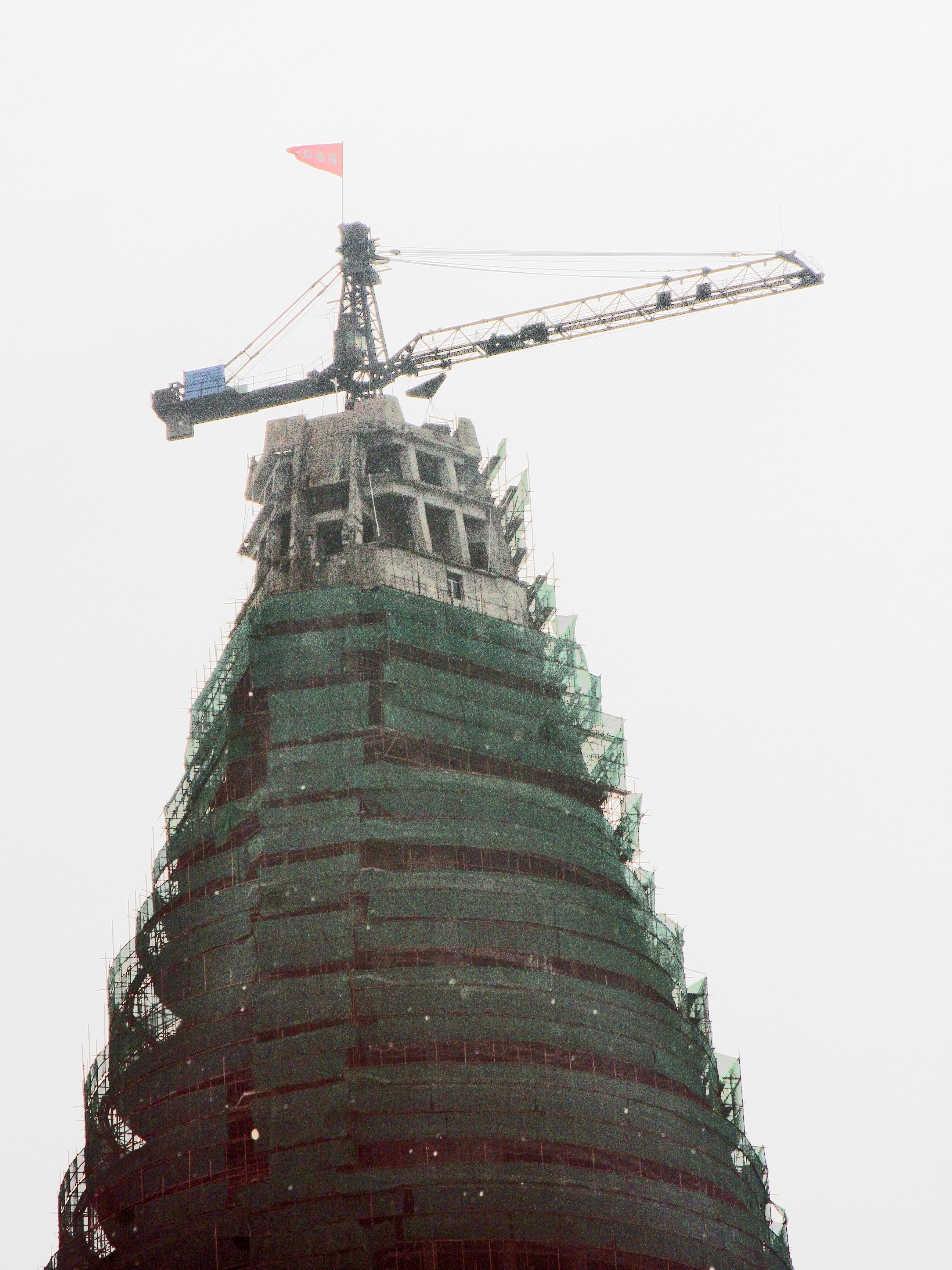
Vista do topo em setembro de 2008, vários meses após a construção retomada

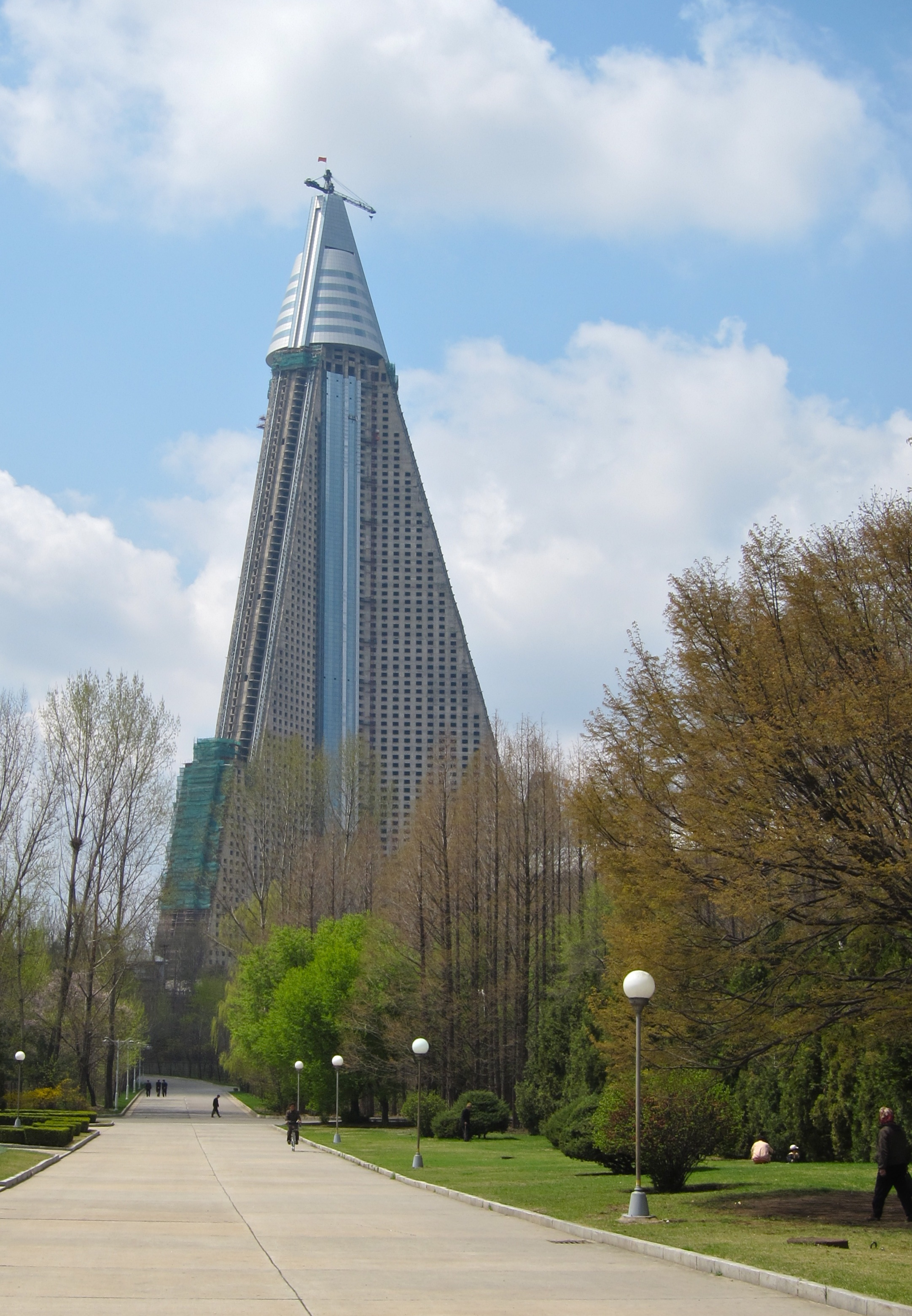
O edifício em abril de 2010

Em abril de 2008, após 16 anos de inatividade, os trabalhos de construção do edifício foram reiniciado pela empresa egípcia Orascom Group. A Orascom, que assinou um acordo de 400 milhões de dólares com o governo norte-coreano para construir e operar uma rede de telefonia móvel 3G, disse que seu negócio de telecomunicações não estava diretamente relacionado ao trabalho do Hotel Ryugyong.
Em 2008, as autoridades norte-coreanas afirmaram que o hotel seria concluído até 2012, coincidindo com o 100º aniversário do nascimento do Presidente Eterno da República, Kim Il-sung. Em 2009, o Chefe de Operações da Orascom, Khaled Bichara, alegou que "não observou muitos problemas estruturais" para resolver no prédio e que um restaurante giratório estará localizado no topo do edifício.
Em julho de 2011, o acabamento exterior foi finalizado. Características que Orascom instalou incluem painéis de vidro exterior e antenas de telecomunicações. Em 2012, fotografias tiradas pela Koryo Tours foram lançadas, mostrando o interior pela primeira vez. Havia poucas acessórios ou mobília. Em novembro de 2012, o operador de hotel internacional Kempinski anunciou que operaria o hotel, que deveria abrir parcialmente em meados de 2013.

### Cancelamento
Em março de 2013, os planos para reabrir o hotel foram suspensos. A Kempinski esclareceu suas declarações anteriores dizendo que apenas "discussões iniciais" já ocorreram, mas que nenhum acordo havia sido assinado porque "a entrada no mercado não é atualmente possível". A Kempinski não deu nenhuma razão, mas os comentaristas sugeriram que as tensões internacionais relacionadas com o teste nuclear norte-coreano de 2013, os riscos econômicos e os atrasos na construção provavelmente desempenharam um papel.

### Segunda retomada
No final de 2016, havia indícios de atividade renovada e um relato de que um representante da Orascom havia visitado a Coreia do Norte. Em 2017 e no início de 2018, havia indícios de obras no local, com vias de acesso sendo construídas. Em abril de 2018, foi relatado que um grande display de LED com a bandeira da Coreia do Norte havia sido adicionado ao topo do edifício. Em maio, uma tela de LED foi adicionada a um lado inteiro da estrutura e houve relatos de que o prédio estava sendo preparado para ocupação. Em julho, a tela de LED exibia animações e cenas de filmes. Em junho de 2019, houve uma nova sinalização com o nome do hotel (em letras coreanas e latinas) e seu logotipo na entrada principal.

## Arquitetura

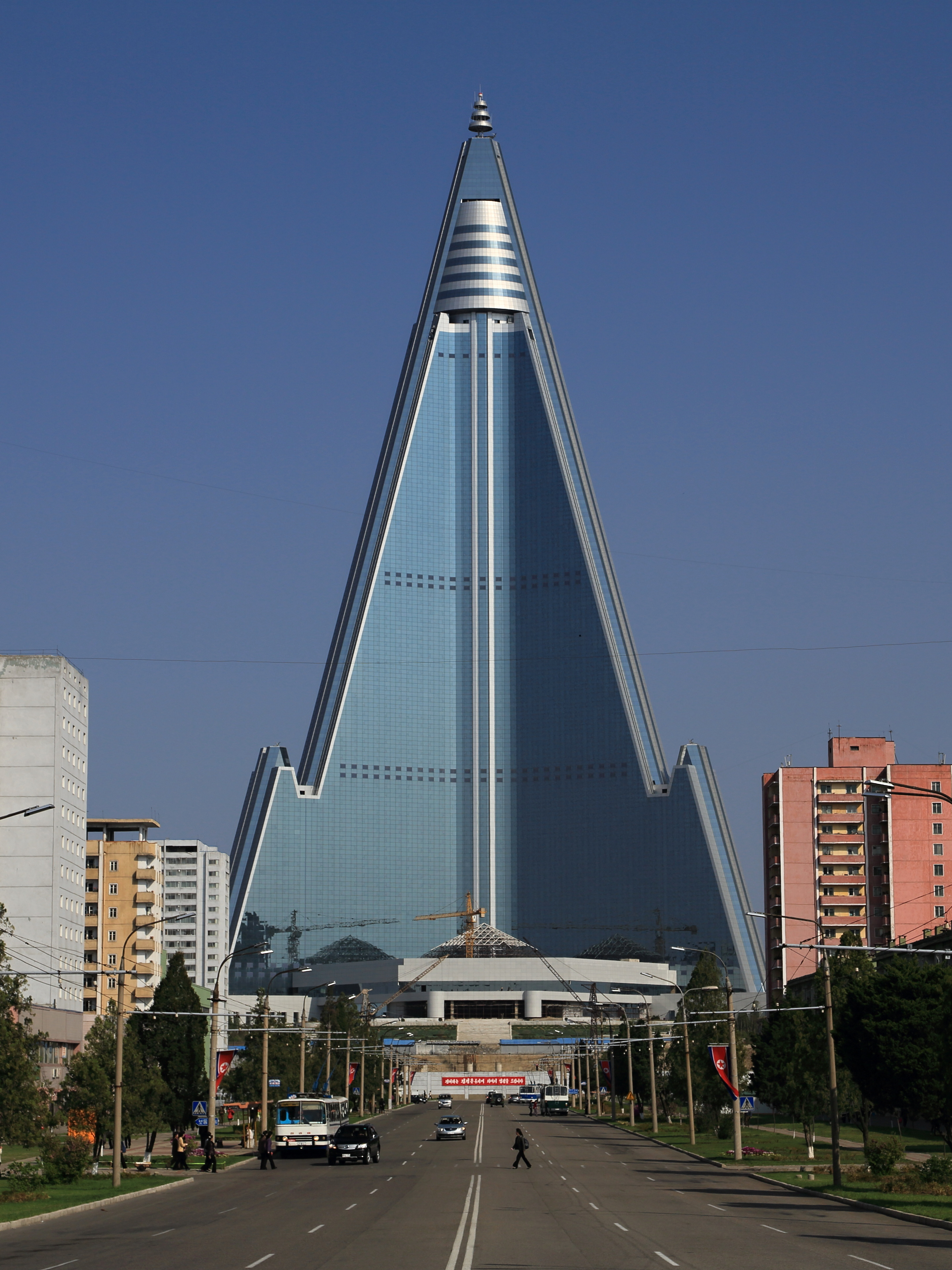
Hotel Ryugyong em maio de 2012

O Hotel Ryugyong tem 330 metros de altura, tornando-se a característica mais proeminente do horizonte de Pyongyang e de longe a estrutura mais alta na Coreia do Norte. A construção do Hotel Ryugyong foi concebida para ser concluída a tempo para o 13º Festival Mundial da Juventude e dos Estudantes em junho de 1989; se isso tivesse sido alcançado, o edifício teria ganhado o título de hotel mais alto do mundo. O edifício inacabado não foi superado em altura por qualquer novo hotel até a conclusão, em 2009, da torre no topo da Rose Tower em Dubai, Emirados Árabes Unidos. O Hotel Ryugyong é o 63º edifício mais alto do mundo (ao lado do China World Trade Center Tower 3) em termos de altura total e tem a décima maior quantidade de andares. É também o mais alto edifício desocupado do mundo.

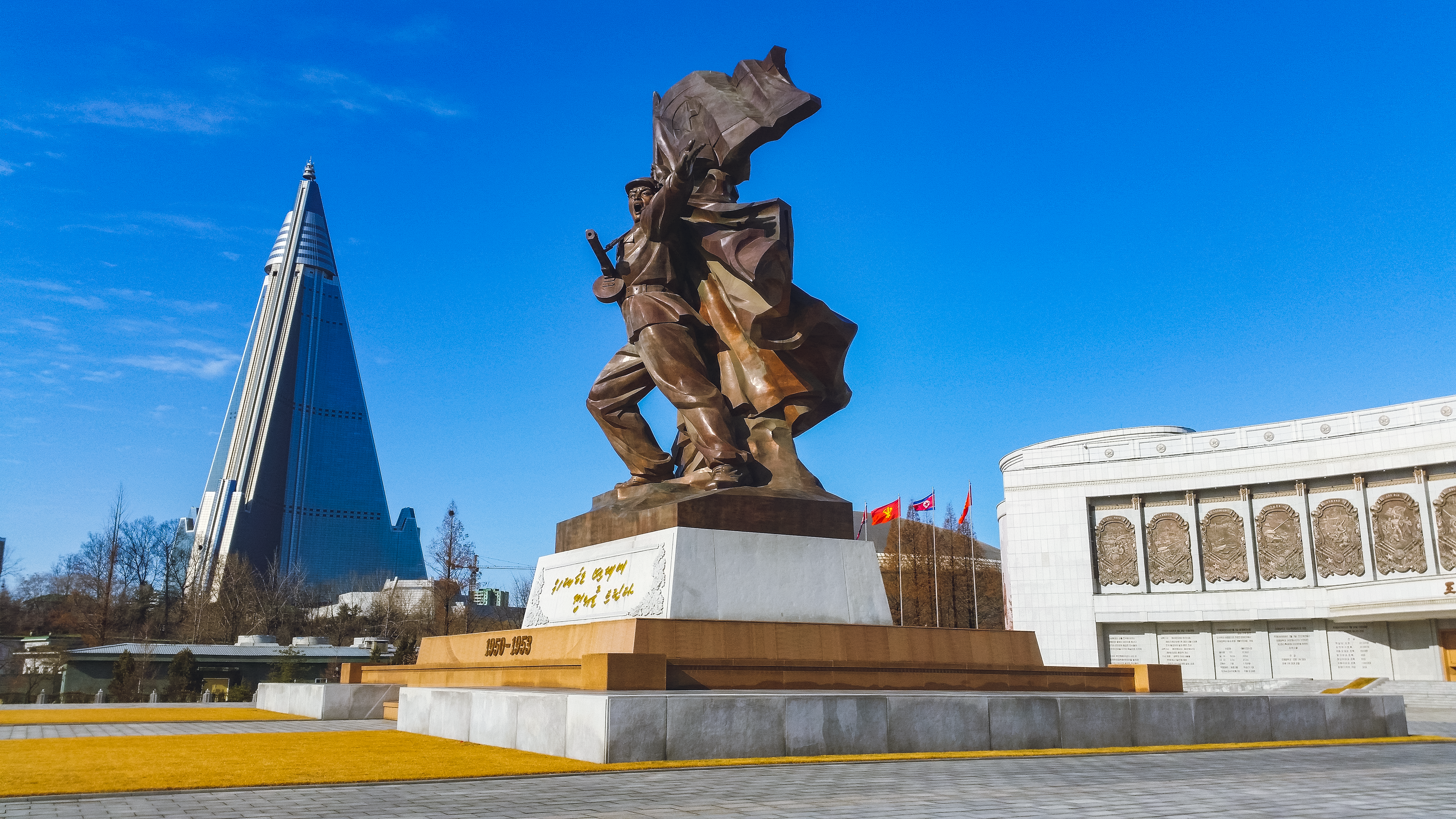
Museu da Guerra Vitoriosa e o edifício ao fundo, em 2018

O edifício é composto por três asas, cada uma medindo 100 metros de comprimento, 18 metros de largura e inclinada em um ângulo de 75 graus, que converge em um ponto comum para formar um pináculo. O edifício é coberto por um cone truncado de 40 metros de largura, composto por oito andares que são destinados a rodar, coberto por outros seis pisos estáticos. A estrutura foi originalmente destinada a abrigar cinco restaurantes giratórios e 3 000 ou 7 665 quartos de hóspedes, de acordo com diferentes fontes. De acordo com Khaled Bichara da Orascom em 2009, o Ryugyong não será apenas um hotel, mas sim um desenvolvimento de uso misto, incluindo instalações de "restaurante giratório", juntamente com uma "mistura de acomodação em hotel, apartamentos e instalações de negócios".